# Littorio Sampieri
Littorio Sampieri (Forlì, 16 luglio 1927 – Staoueli, 25 luglio 1979) è stato un ginnasta italiano.

## Biografia
Nato a Forlì nel 1927, tesserato per la U.S. Forti e Liberi della sua città, a 25 anni partecipò ai Giochi olimpici di Helsinki 1952, in tutte e otto le gare, chiudendo 10º nel concorso a squadre con 537,55 punti, 64º nel concorso individuale con 106,45, 38º agli anelli con 18,45, 77º al cavallo con maniglie con 17,45, 63º al corpo libero con 17,75, 47º alle parallele simmetriche con 18,35, 129º alla sbarra con 16,05 e 44º nel volteggio con 18,40.
Nel 1954 prese parte ai Mondiali di Roma, terminando ottavo nel concorso a squadre con 637,45 punti e 33º nel concorso individuale con 109,100.
L'anno successivo vinse invece la medaglia d'oro nel concorso a squadre ai Giochi del Mediterraneo di Barcellona, insieme ad Agabio, Carnoli, Figone, Neri, Polmonari, Vicardi e Zanetti.
Morì nel 1979, a 52 anni, in Algeria.

## Palmarès

### Giochi del Mediterraneo
- 1 medaglia:
  - 1 oro (Concorso a squadre a Barcellona 1955)